# Carolina Blues
Carolina Blues est un film musical américain réalisé par Leigh Jason, sorti en 1944.
C'est le dernier film de la carrière cinématographique de Kay Kyser ; c'est une suite de La Musique en folie (Around the World ) avec le même personnage.

## Fiche technique
- Titre : Carolina Blues
- Réalisation : Leigh Jason
- Scénario : Joseph Hoffman (en) et Al Martin
- Photographie : Franz Planer
- Montage : James Sweeney
- Musique : George Duning
- Société de production : Columbia Pictures
- Durée : 81 minutes[2]
- Date de sortie: 
  - États-Unis : 20 décembre 1944

## Distribution
- Kay Kyser : Kay Kyser
- Ann Miller : Julie Carver
- Victor Moore : Phineas / Elliott / Hiriam / Horatio / tante Martha / tante Minerva Carver
- Jeff Donnell : Charlotte Barton
- Howard Freeman : Tom Gordon
- Georgia Carroll : le chanteur
- M.A. Bogue : Ish Kabibble
- Harry Babbitt
- Sully Mason
- Harold Nicholas